# Haojiang
Haojiang är ett stadsdistrikt i staden Shantou i provinsen Guangdong i sydöstra Kina.
Haojiang är indelat i sju stadsdelsdistrikt (jiedao) .
- Binhai (滨海街道)
- Dahao (达濠街道)
- Guang'ao (广澳街道)
- Hepu (河浦街道)
- Majiao (马窖街道)
- Queshi (礐石街道)
- Yuxin (玉新街道)